# Chiotasa maculata
Chiotasa maculata är en insektsart som beskrevs av Melichar 1914. Chiotasa maculata ingår i släktet Chiotasa och familjen Tropiduchidae. Inga underarter finns listade i Catalogue of Life.